# 拉季夫希納
50°36′32″N 32°8′27″E / 50.60889°N 32.14083°E
拉季夫希納（烏克蘭語：Ладівщина），是烏克蘭的村落，位於該國北部切爾尼戈夫州，由普里盧基區負責管轄，面積0.34平方公里，海拔高度125米，2001年人口26，人口密度每平方公里76.9人。